# Aphis roumanica
Aphis roumanica är en insektsart. Aphis roumanica ingår i släktet Aphis och familjen långrörsbladlöss. Inga underarter finns listade i Catalogue of Life.